# Савоња
Савоња (итал. Savogna) је насеље у Италији у округу Удине, региону Фурланија-Јулијска крајина.
Према процени из 2011. у насељу је живело 198 становника. Насеље се налази на надморској висини од 214 м.

## Становништво
Према резултатима пописа становништва 2011. у општини је живело 482 становника.
| 1936. | 1951. | 1961. | 1971. | 1981. | 1991. | 2001. | 2011. |
| ----- | ----- | ----- | ----- | ----- | ----- | ----- | ----- |
| 1.867 | 2.077 | 1.741 | 1.226 | 1.029 | 786   | 659   | 482   |